# Варин, Александр Александрович
Александр Александрович Варин (4 января 1965 — 2 декабря 2009) — Президент Вещательной корпорации «Проф-Медиа» (ВКПМ).

## Биография

### Учёба в МАИ
Родился 4 января 1965 года в Москве в семье научных работников, они закончили физфак МГУ, там и познакомились, в детстве жил в коммунальной квартире в Коптельском переулке рядом с институтом Склифосовского. Отец возглавлял научное направление Института медицинского приборостроения, занимался ядерной физикой и изобрёл первый советский томограф.
Окончил школу с золотой медалью в 1982 году.
В 1988 году окончил Московский авиационный институт с красным дипломом (квалификация по диплому — «Прикладная математика»). В студенческие годы вёл активную общественную деятельность, был начальником штаба фестивалей МАИ, участвовал в КВН, получал Ленинскую стипендию.
В 1988 году стал аспирантом и преподавателем факультета прикладной математики МАИ. Защитил диссертацию кандидата физико-математических наук в 1991 году. Работал аспирантом и преподавателем до 1993 года.

### Карьера
С 1993 года по 1996 год работал в рекламном бизнесе, возглавив рекламную группу «Тандем». С 1996 года по 2003 год являлся президентом «Авторадио».
Под его руководством радиостанция «Авторадио» превратилась в мощную общероссийскую сеть. В 2000 году выступил продюсером многосерийного телефильма «Автосервис». Варин являлся организатором фестиваля «Дискотека 80-х», который был запущен в 2002 году.
С октября 2003 года — президент «Вещательной корпорации Проф-Медиа (ВКПМ)», в которую вошли не только московские станции «Авторадио», «NRJ», «Радио Алла» и «Юмор FM», но и все их региональные филиалы.
1 сентября 2006 в России начало вещание радио «Радио ENERGY», после того, как была приобретена лицензия на право использования марки у NRJ Group. В Москве используется частота 104,2 FM.
В 2009 году совместно с совладельцем сети «Настроение» Олегом Чаминым была запущена радиостанция «Вояж FM» на частоте 96.0 FM. Таким образом, ВКПМ получила последнюю свободную частоту в радиоэфире Москвы.
Помимо работе в ВКПМ, Александр Варин с 21 ноября 2006 года стал вице-президентом по радио Национальной ассоциации телерадиовещателей (НАТ), а с 7 декабря 2007 года был выбран президентом Российской академии радио (РАР).
Фигура Александра Варина вызывала уважение и признание у руководителей конкурирующих радиохолдингов.

## Благотворительность
При непосредственном участии Александра Варина, радиостанции холдинга Проф-Медиа опекали детей-сирот, сохраняли уникальные Алтайские леса, помогали Московской службе спасения, а также принимали участие во всех проектах ГИБДД МВД России, связанных с обеспечением безопасности дорожного движения. Общенациональный резонанс получил автопробег «Владивосток-Москва» под девизом «Ради жизни!», организованный в память жертв трагедии Беслана.

## Смерть
Скончался 2 декабря 2009 года от инфаркта. Прощание с Александром Вариным состоялось 4 декабря в ДК МАИ, попрощаться приехали Филипп Киркоров, Олег Газманов, Александр Маршал, Юлия Ковальчук, Александр Цекало, Дмитрий Маликов, Владимир Винокур, Илья Резник, Борис Моисеев, Александр Песков.. Похоронен 5 декабря 2009 года на Кобяковском кладбище рядом с г. Голицыно, рядом с могилой отца. Отпевание состоялось в Новодевичьем монастыре.

## Знаменитости о Варине
Илья Резник: Нам очень будет не хватать человека, который любил людей. Страшная весть меня сейчас настигла в дороге. Я еду и думаю, что этого быть не может, потому что недавно мы болели за наших футболистов. Мы сидели с ним, переживали за наших футболистов. Он как большой ребёнок переживал за наших спортсменов. Нам очень будет не хватать этого огромного человека. Человека, который любил людей, любил своё дело и был всегда очень скромным, даже застенчивым, но это большая творческая личность, без которой, конечно, опустеет наш эфир без его идей, без его руководства, без его просто участия.
Валерия и Иосиф Пригожин: «Он был не просто большим человеком, он был настоящим и большим другом». Валерия и Иосиф Пригожин выражают соболезнования родным и близким Александра Александровича Варина, а также всему коллективу "Вещательной корпорации «Проф-Медиа» в связи с безвременной смертью её Президента Александра Варина. «Это был редкий человек и нам его будет очень не хватать. Трудно себе даже представить, что Сан Саныча рядом с нами больше нет. Мы вместе скорбим с его родными, близким, друзьями и коллегами. Будем помнить о нём до конца своих дней».
Михаил Шуфутинский: Это просто невероятная потеря и утрата
Сан Саныч Варин — он есть. Для меня он есть. Это просто невероятная потеря и утрата, ничем не восполнимая. Независимо от того, сколько он сделал для радио, вообще, для современного радио в России, он был близким, очень хорошим человеком. Мы с ним очень тепло общались. Мне посчастливилось работать с Вариным. У меня была программа на Авторадио — Шуфутинский клуб. Мы с ним всегда находили с первой секунды точный контакт, общие точки соприкосновения. Конечно, могу вспомнить проект «Песни нашей общаги». Причём, я в такие проекты редко вхожу. Но он так сумел убедить, просто и легко всё объяснить, что у меня не нашлось никаких поводов для сомнения. Я спел песню, которую он сам для меня нашёл, сам предложил. В общем, уникальная способность человека быть не для всех, а для каждого.
Михаил Жванецкий: Как было его не любить. Я потрясён этой новостью, я только что узнал, просто ужас. Я не знаю что сказать. Молодой, успешный человек и всё у него развивалось, всё шло. Мы его любили и как его не любить, он очень интеллигентный, добрый, широкий, прекрасный человек, невозможно говорить. Я глубоко сочувствую всем, мы все потеряли очень хорошего человека. Печально склоняю голову…
Компания «Централ Партнершип»: Нам всем будет очень не хватать его. Уважаемые коллеги, примите наши искренние соболезнования в связи с кончиной Александра Варина. Мы знали его как деятельного, энергичного человека, много сделавшего для отечественной медиаиндустрии.
Нам всем будет очень не хватать его. Скорбим вместе с вами. С уважением, коллектив ГК «Централ Партнершип» и лично её генеральный директор Рубен Дишдишян.
Лариса Долина: Потрясены случившимся … Мы все потеряли замечательного, чуткого человека, прекрасного руководителя, очень музыкально образованного и умного…. Опять Господь забирает к себе одного из лучших, в 44 года… Выражаем самые искренние соболезнования родным и близким и желаем сил и мужества перенести это горе, эту невосполнимую утрату… Мы всегда будем помнить человека, который ТАК много сделал, чтоб привить хороший музыкальный вкус и чувство юмора многомиллионной армии радиослушателей всех возрастных категорий и социальных слоёв …
Пусть земля ВАМ будет пухом, дорогой Александр Александрович….С глубочайшей скорбью…
Член Совета по культуре и искусству при Президенте РФ народная артистка России Лариса Долина
и Генеральный директор «ЛД студио» Илья Спицин.
Телеканал «Ностальгия»: Хотелось бы выразить Вам наши глубочайшие соболезнования. Уважаемые коллеги, коллектив компании «ВКПМ»! Для нас было огромным потрясением известие о скоропостижном уходе из жизни президента "Вещательной Корпорации «Проф-Медиа» господина Александра Варина. Нам неоднократно приводилось сотрудничать с этим бесконечно талантливым, жизнерадостным и бесспорно профессиональным человеком, который внёс неоценимый вклад в развитие нашего многомиллионного Российского медиа-пространства.
Хотелось бы выразить Вам наши глубочайшие соболезнования — родным, близким, всем сотрудникам корпорации «ВКПМ». Его человеческие качества, умение работать с коллективом, самоотдача и преданность своей работе снискала ему уважение и любовь всех тех, кто знал его. Работал с ним, дружил.
Примите, пожалуйста, Наши искренние соболезнования. С глубоким почтением, телеканал «Ностальгия»
Клуб «Автоликбез»: Мы скорбим вместе с Вами. Уважаемое руководство и все сотрудники ВКПМ и АВТОРАДИО. От имени НП «Клуб АВТООЛИКБЕЗ» выражаем глубокие соболезнования в связи с безвременной кончиной Александра Александровича Варина. В память о выдающемся профессионале своего дела, сотрудники Клуба АВТОЛИКБЕЗ будут относиться к выполнению своих функциональных обязанностей с удвоенной энергией и ответственностью. Успешная реализация проекта Клуба станет настоящим памятником своему учредителю — Варину Александру Александровичу, дальновидному человеку, хорошо понимавшему, что Клуб АВТОЛИКБЕЗ сможет реально облегчить жизнь на дорогах страны миллионам людей. Мы скорбим вместе с Вами. Вечная ему память!
Председатель Правления НП «Клуб АВТОЛИКБЕЗ» Высоцкий Василий Михайлович.
Олег Газманов: Сердце Авторадио сегодня остановилось! У меня странное ощущение, потому что буквально пару дней назад мы виделись на его проекте — «Дискотека 80-х» — это его детище. И после такого оглушительного успеха получить такое известие — это очень тяжело. У меня почему-то такая вот ассоциация — я вот сейчас вспоминаю от нем, хотя даже сложно говорить «вспоминаю» — такой молодой парень! Просто большой ребёнок! Человек, который умеет радоваться и такой мощный авторитет среди всех, кто занимается радио, СМИ. Это огромная потеря не только для Авторадио, но и для всей страны, для всех позитивных людей. Просто у меня в голове мелькают его проекты, в которых я по первому зову принимал участие, когда он говорил. Я понимал, что всегда это будет сделано хорошо, от души. Это и Спортбары Авторадио и поддержка детей, и какие-то гуманитарные проекты, поддержка наших спортсменов. Вообще, всё что сделано на Авторадио — всё очень высокого качества. Было и, надеюсь, будет.
Коллектив журнала «Теленеделя»: Невосполнимая утрата Коллектив журнала «ТЕЛЕНЕДЕЛЯ» глубоко скорбит по поводу скоропостижной кончины президента "Вещательной корпорации «Проф-Медиа», президента Российской Академии Радио, вице-президента НАТ по радио Александра Варина. Дорогие коллеги, партнёры, примите искренние соболезнования от лица тех, кому посчастливилось соприкасаться по работе и в личном общении с таким высокопрофессиональным, многогранным человеком, каким был Александр Александрович. Смерть Александра Варина — невосполнимая утрата для всех нас.
Владислав Третьяк: Мы потеряли одного из главных болельщиков нашей сборной. Я, в первую очередь, хотел бы выразить соболезнования от Федерации хоккея России, от болельщиков хоккея. Мы потеряли одного из главных болельщиков нашей сборной, человека, который очень любил спорт. Мы дружили с Авторадио, и у истоков этой дружбы стоял Варин. Мы собирали летом всех олимпийцев, кандидатов в Олимпийскую сборную. Поэтому, конечно, мы никогда не забудем этого прекрасного человека. Я думаю, что его дело совместно с Авторадио мы будем продолжать.
Компания «Яндекс»: Примите глубочайшие соболезнования. Уважаемые сотрудники "Вещательной корпорации «Проф-Медиа» и «Авторадио». От имени команды Яндекс. Карт примите глубочайшие соболезнования по поводу скоропостижной кончины Александра Александровича Варина. Мы скорбим вместе с Вами. Команда Яндекс. Карт
Исполнительный директор ФХР Валерий Фесюк: Варин — потрясающий широты души человек
Как можно сказать о человеке, с которым не только пересекались, а с которым делали этот проект. Мы вместе начинали, стояли у истоков Информационного партнёрства Федерации хоккея России, сборной России, Олимпийской сборной. То есть на всех мероприятиях, на все вопросы, которые решались, он всегда был по — деловитому чёток, конкретен. Совсем недавно, на Олимпийском сборе, где чествовали наших кандидатов в Олимпийскую сборную мы выступали с ним со сцены. Варин — потрясающий широты души человек. Он обоял нас всех и увлёк своей энергией всех, кто находился рядом. И то, что сейчас Авторадио такой коллектив, у которого тысячи, миллионы благодарных слушателей, это мог создать только поистине умелый человек, организатор и руководитель.
Сенатор Владимир Фёдоров: В этот печальный день, когда не стало Сан Саныча, честное слово, есть что вспомнить. Я думаю, что надолго память о нём сохраниться у нас, у автомобилистов. Сан Саныч сумел развить, сумел сделать такое радио, которое стало не только помощником человека за рулём. Он сумел создать систему, которая сегодня работает на улучшение условий дорожного движения, на улучшение порядка на дорогах. Мне очень приятно, когда бываю у себя в Петрозаводске и там Авторадио — Карелия работает, организует вокруг себя порядочных водителей.
И всё это заслуга Сан Саныча. Я только прошу редакцию Авторадио в память о Сан Саныче не снижать оборотов, работать также, как работали, а может даже ещё и лучше.
Группа Кар-Мэн: Мы скорбим вместе с Вами Дорогое Авторадио!!! Примите глубочайшие соболезнования от группы Кар-Мэн. Мы скорбим вместе с Вами!!!
Надежда Бабкина: Не стало Человека с широкой душой. Дорогие коллеги! С искренней и глубокой скорбью выражаем соболезнование всем родным и близким Александра Александровича Варина. Отныне 2 декабря будет считаться траурной датой российского медиа-бизнеса, так как не стало Человека с широкой душой, блестящего профессионала, яркой и волевой личности. Его свет озарял нас всех и согревал в самые непростые минуты жизни.
Самоотверженность и работоспособность Александра Александровича давно стали легендой на российском медиа-пространстве, как и его радушие, а вклад Александра Александровича Варина в радиовещание России поистине огромен и неоценим. В этот траурный час мы скорбим вместе с вами, так невосполнима для нас эта утрата. Народная артистка России Надежда Бабкина и весь коллектив театра «Русская песня»— СМИ и Интернет Скончался Александр Варин

## Личная жизнь
Вдова Александра Варина работала с ним на одной кафедре, жили в браке с 1992 года, есть сын (1994).

## Награды
Трёхкратный лауреат премии «Медиа-менеджер России». Обладатель Гран-при «Медиа-менеджер—2008». Член жюри Национальной премии «Радиомания».